# Újpesti MTE
Az Újpesti Munkásképző Torna Egyesület egy megszűnt labdarúgócsapat, melynek székhelye Budapest IV. kerületében volt. A csapat egy alkalommal szerepelt az NB I-ben még az 1945-46-os idényben.

## Névváltozások
- 1912–1939 Újpesti Munkásképző Torna Egyesület
- 1939–1944 Újpesti MSE
- 1945–1949 Újpesti Munkásképző Torna Egyesület
- 1957–1969 Újpesti MTE

## Híres játékosok
* a félkövérrel írt játékosok rendelkeznek felnőtt válogatottsággal.
- Híres Alajos
- Jávor Pál
- Jeszmás József
- Németh Antal

## Sikerek
NB I
- Résztvevő: 1945-46

NB II
- Bajnok: 1945